# Delphinium syncarpum
Delphinium syncarpum är en ranunkelväxtart som beskrevs av Josef Franz Freyn och Otto Stapf. Delphinium syncarpum ingår i släktet storriddarsporrar, och familjen ranunkelväxter. Inga underarter finns listade i Catalogue of Life.